# Лютетский ярус
| система                                                                          | отдел    | ярус          | Нижняя граница, млн лет |
| -------------------------------------------------------------------------------- | -------- | ------------- | ----------------------- |
| Неоген                                                                           | Миоцен   | Аквитанский   | 23,04                   |
| Палеоген                                                                         | Олигоцен | Хаттский      | 27,3                    |
| Палеоген                                                                         | Олигоцен | Рюпельский    | 33,9                    |
| Палеоген                                                                         | Эоцен    | Приабонский   | 37,71                   |
| Палеоген                                                                         | Эоцен    | Бартонский    | 41,03                   |
| Палеоген                                                                         | Эоцен    | Лютетский     | 48,07                   |
| Палеоген                                                                         | Эоцен    | Ипрский       | 56,0                    |
| Палеоген                                                                         | Палеоцен | Танетский     | 59,24                   |
| Палеоген                                                                         | Палеоцен | Зеландский    | 61,66                   |
| Палеоген                                                                         | Палеоцен | Датский       | 66,0                    |
| Мел                                                                              | Верхний  | Маастрихтский | больше                  |
| Деление и золотые гвозди в соответствии с IUGS по состоянию на декабрь 2024 года |          |               |                         |

Лютетский ярус (лютет) — второй снизу геологический ярус эоцена. Соответствующий ему лютетский век охватывает время от 47,8 млн лет назад до 41,2 млн лет назад. Назван в честь античного поселения Лютеция, на месте которого располагается ныне Париж.
Выделен в 1883 году французским геологом Альбертом де Лаппараном в окрестностях Парижа. В типовом разрезе представлены «грубыми известняками», содержащими двустворки и нуммулиты.
Отложения лютетского яруса широко распространены в Западной Европе, где они соответствуют времени обширного наступления моря.